# Киреевка (Житомирская область)
Киреевка (укр. Кириївка) — село на Украине, находится в Житомирском районе Житомирской области.
Код КОАТУУ — 1823180202. Население по переписи 2001 года составляет 614 человек. Почтовый индекс — 13100. Телефонный код — 4147. Занимает площадь 18,1 км².

## Местная власть
13100, Житомирская область, Житомирский р-н, пгт Любар, ул. Независимости, 36.